# 행복한 라짜로
《행복한 라짜로》(이탈리아어: Lazzaro felice, 영어: Happy as Lazzaro)는 2018년 개봉한 이탈리아의 드라마 영화이다. 알리체 로르바케르가 감독과 각본을 맡았다. 2018 칸 영화제 황금종려상 경쟁후보작이였으며, 각본상을 수상했다.

## 출연

### 주연
- 알바 로르와처
- 아그네즈 그라지아니
- 세르지 로페즈
- 토마소 라그노
- 니콜레타 브라스키